# Всеслав Василькович
Всеслав Василькович (ум. ок. 1186) — князь Витебский (1132—1162, после 1175—1178, после 1180—1186), Полоцкий (1162—1167, 1167— до 1175, 1178— после 1180). Сын Василько Святославича.

## Биография
Пришёл к власти в Полоцке во время борьбы между Друцким князем Рогволодом Борисовичем  и Ростиславом Глебовичем Минским в 1162 году. После тяжелого поражения от Володаря Глебовича Рогволод не вернулся в Полоцк, а ушел в Друцк, и полочане пригласили к себе князем Всеслава.
Будучи женат на дочери Романа Ростиславича Смоленского и Киевского, находился в союзе со смоленскими князьями, передав Давыду Ростиславичу Витебское княжество в 1164 году, и не ладил с минскими Глебовичами.
В 1167 году Володарь Глебович Минский с войском, в котором было много литовцев, выступил против Всеслава, победил его в битве и занял полоцкий престол, заключил с полоцким вечем условия и закрепил их целованием креста. Всеслав бежал в Витебск, и Володарь направился было за ним, но узнав, что на помощь витебчанам идет смоленский князь Роман Ростиславич, вернулся в свои земли. Всеслав снова занял полоцкий престол.
В 1170 году участвовал в походе на Новгород на стороне князя Мстислава Андреевича, сына Андрея Боголюбского.
В 1179 году Мстислав Ростиславич Храбрый, княжа в Новгороде, запланировал поход на Полоцк, но его старший брат Роман Ростиславич предостерёг его от такого шага и послал смоленское войско во главе со своим сыном Мстиславом на помощь Всеславу. Обострение отношений между Полоцком и Смоленском выразилось также в том, что Давыд Ростиславич был изгнан из Витебска, и его место занял брат Всеслава Брячислав Василькович, упоминаемый летописью уже в 1180 году в связи с совместным с Ольговичами походом под Друцк против Давыда. В этом походе Всеслав упоминается в летописях в последний раз.
Некоторые исследователи отождествляют с Всеславом Васильковичем упомянутого под 1186 годом Всеслава из Друцка.

## Семья и дети
Жена — дочь Романа Ростиславича Смоленского и Киевского.
Дети:
- Владимир (предположительно) (ум. 1216) — князь Полоцкий.
- Давыд.
- дочь — замужем за Ярополком Ростиславичем Суздальским.